# Renault Laguna
Cet article concerne le modèle produit en série. Pour le concept car, voir Renault Laguna (concept car).
La Renault Laguna est la désignation commerciale de trois générations de véhicules du segment des familiales du constructeur automobile Renault. Celle-ci a remplacé la Renault 21 produite depuis 1986.
La première génération a été présentée au public en novembre 1993. Si elle n'est initialement disponible qu'en version berline, cette Laguna propose à partir de la fin de l'année 1995 une version break dénommée Grandtour. 
La seconde génération, produite entre le printemps 2001 et l'automne 2007, est le premier modèle de voiture à obtenir la note de cinq étoiles (selon les critères de l’époque) au test Euro NCAP. La troisième génération a été dévoilée à l'automne 2007, suivie de la version « Coupé » présentée au Mondial de l'automobile de Paris 2008.
Les trois générations de Laguna furent assemblées dans l'usine Renault de Sandouville en Normandie. La production du modèle s'arrête en automne 2015, après un peu plus de 21 ans. Celle-ci a été remplacée par la Renault Talisman, fondée sur la nouvelle plateforme modulaire de l'Alliance Renault-Nissan.
Selon certaines rumeurs, Renault envisageait de changer le nom de Laguna en Atalans pour le successeur. En mai 2015, Worldcarfans a annoncé que le successeur serait présenté en première le 6 juillet 2015 et remplacerait également le Latitude sur le marché européen.

## Aperçu des générations

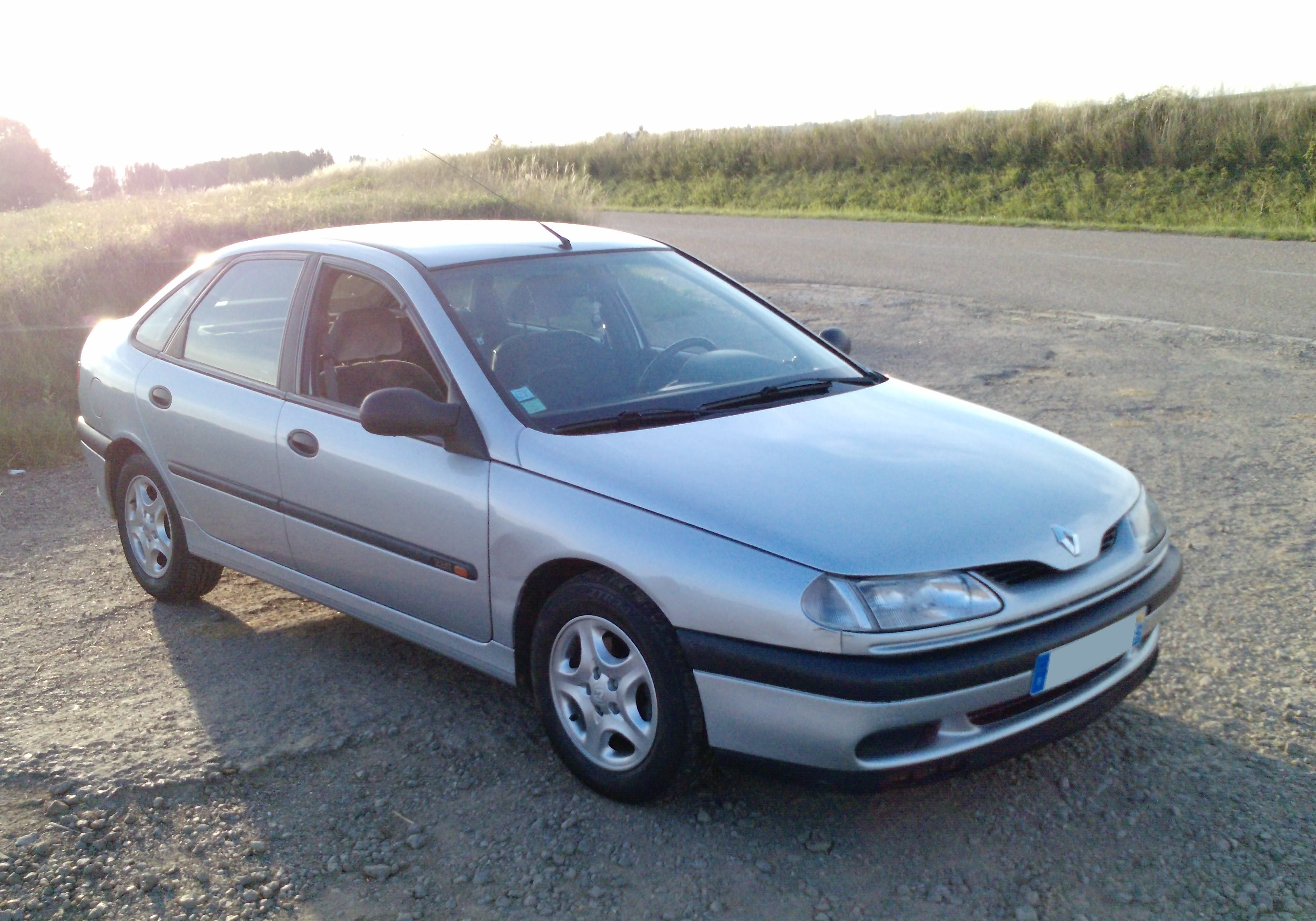
Renault Laguna I 1994 – 2001
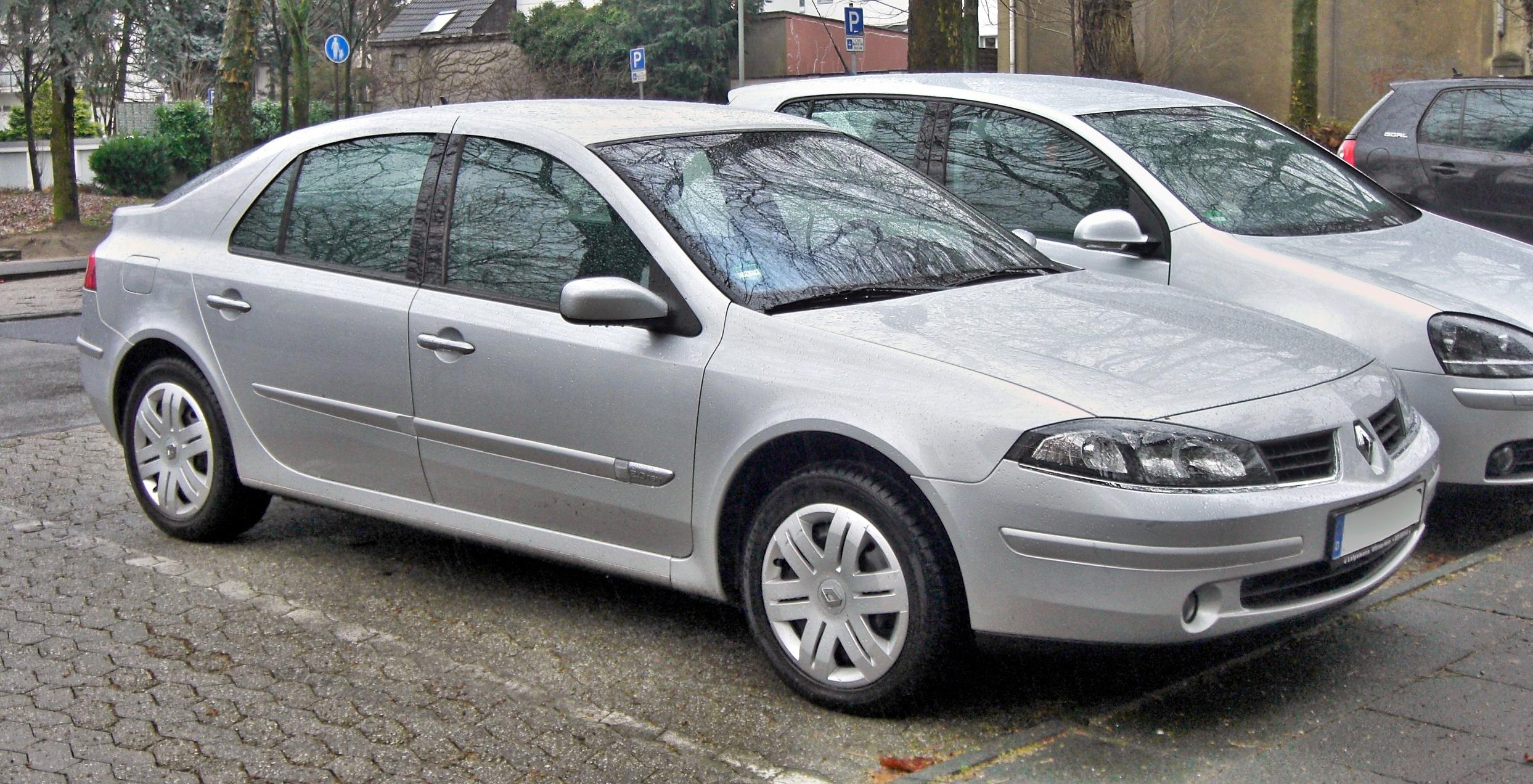
Renault Laguna II 2001 – 2007
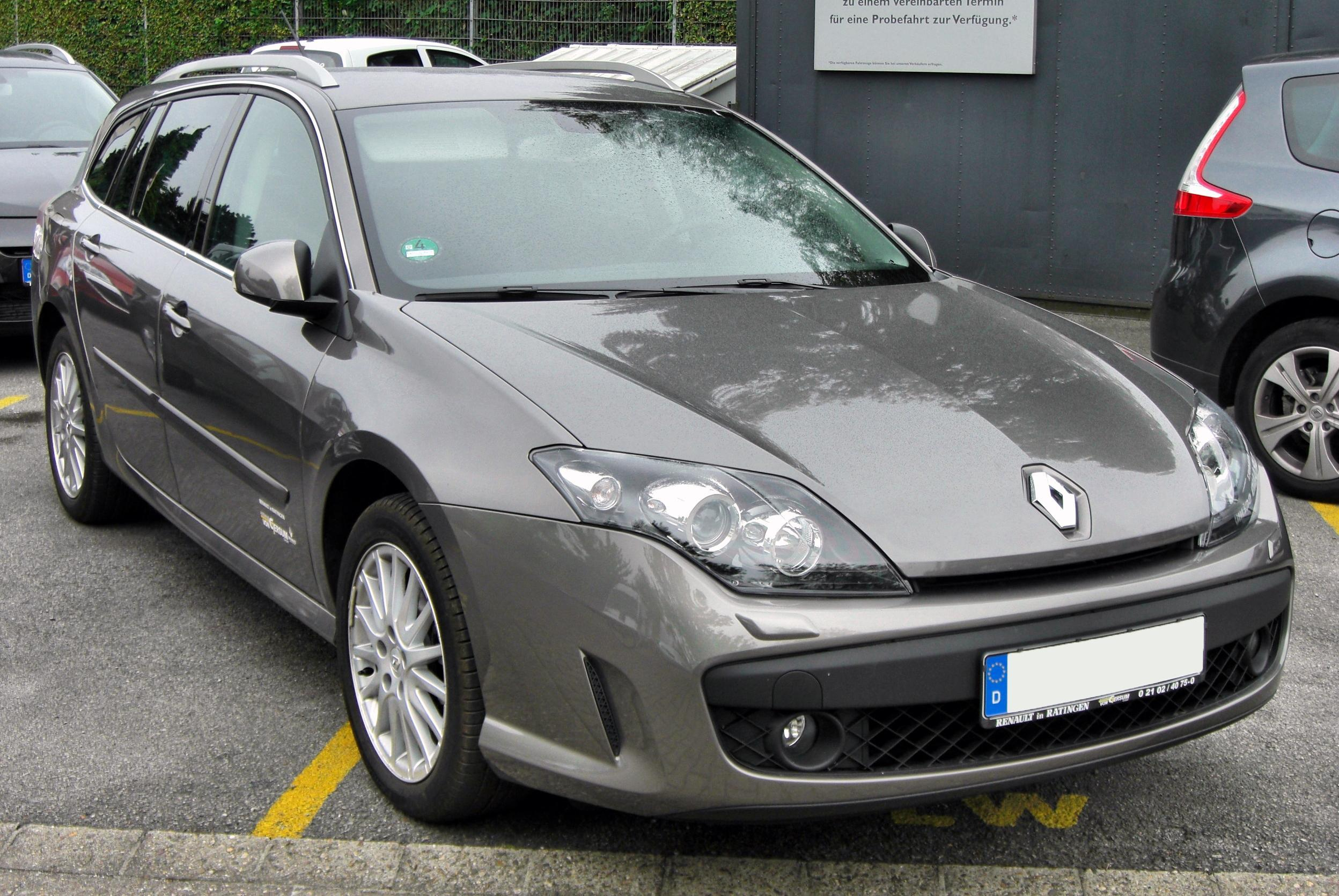
Renault Laguna III 2007 – 2015